# نوی‌اشتات آن در دانوب
شهر نوی‌اشتات آن در دانوب (به آلمانی: Neustadt an der Donau) در ایالت بایرن در کشور آلمان واقع شده‌است.